# 리인모
리인모(李仁模, 표준어: 이인모, 1917년 8월 24일 ~ 2007년 6월 16일)는 조선인민군의 언론인이다. 종군기자 출신으로, 남한에서 34년간 비전향 장기수로 있다가 석방된 후 1993년 3월 19일 최초로 조선민주주의인민공화국으로 송환된 사람이다.

## 생애
1917년 8월 24일 함경남도 풍산군 개마고원 지대에서 화전민의 유복자로 태어났다. 일본 도쿄공업고등학교에 다니다 중퇴했을 정도로 인텔리였다. 선배 및 친구들과 함께 항일운동에 뛰어든 후 스물한 살 때 서울로 옮겨 활동하다 45년 6월 일제의 탄압에 산속으로 피신한 후 해방을 맞는다.
해방 후 고향으로 돌아와 풍산, 흥남 지역에서 조선노동당 지역 선전국장으로 활동하던 중 한국전쟁이 터졌다. 한국전쟁 중 인민군 문화부 소속 종군기자가 되어 전선을 따라 낙동강 유역까지 내려왔다. 인천상륙작전으로 인민군이 후퇴하자 지리산으로 들어가 유격대의 신문을 발행하는 일을 하였다. 경남도당 선전부장 대리로 일하다가 52년 지리산 대성골에서 부상을 입고 포로가 돼 광주 포로수용소에 수용되었다. 당시 36세였다. 이후 34년간 복역하면서 전향을 거부하여 비전향장기수가 되었다.
한국전쟁 당시 그의 역할을 두고 대한민국의 재판 기록은 의용군 강제 모집이나 빨치산 활동으로 적시했으나 조선민주주의인민공화국에서는 종군기자로서 전선 취재를 담당한 것으로 주장해 상충한다.
1952년 검거되어 7년간 복역했고 1959년 출소했지만 1961년 6월 부산에서 지하당 활동 혐의로 붙잡혀 국가보안법 위반으로 27년형을 선고받았다. 76년 만기가 지났지만 사회안전법에 의한 보호감호 처분으로 88년 10월까지 복역했다. 청주보안감호소에서 출소한 후 그는 양아들 김상원의 경남 김해 집에서 생활했다.
출소 후 많은 글을 써서 비전향장기수의 존재를 국내외에 널리 알려 안재구, 류낙진, 최호경 등 조직 사건 관련자와 손성모, 신광수 등 비전향장기수가 1999년 12월 31일까지 모두 석방되는 등 남한 정부의 인권 개선에 기여했다. 송환 문제가 불거진 것도 1989년 월간 말지에 북에 있는 가족을 그리워하는 수기 '내 청춘 통일에 묻어'를 연재하면서부터다. 이게 1991년 9월 21일자 로동신문에 실리면서 북조선은 1991년 9월 대남방송인 평양방송을 통해 리인모의 송환을 요구한다. 두 달 뒤 서울에서 열린 제5차 남북고위급회담(12월 10~13일)을 취재하러 내려온 북조선 중앙방송 기자가 부인 김순임과 외동딸 리현옥 등 북에 남아있는 가족의 답장과 사진을 남측 취재진에 전해왔다. 이후 북조선은 1992년 '남북고위급회담' 등에서 이를 줄기차게 송환을 요구했다.
마침내 문민정부 출범 직후인 1993년 3월 19일 조선민주주의인민공화국으로 송환되었다. 김영삼 정부는 '가족 방문'이라는 명분으로 리인모의 방북을 허용(송환)했다. 리인모는 폐렴으로 입원 중이던 부산대병원에서 경찰헬기 편으로 판문점에 도착했다. 판문점 중립국감독위원회에서 대기하고 있던 북조선 가족들, 부인 김순임과 딸 현옥, 그리고 외손주들과 만난 후 휠체어에 의지한 채 북으로 향했다. 북조선은 판문점을 거쳐 평양 도착까지의 리인모 송환 실황중계를 반복 보도한 가운데 이를 '김일성.김정일의 은덕' '자본주의에 대한 사회주의의 승리' 등으로 표현하며 대대적인 선전공세를 펼쳤다.
그의 북송은 1992년 7.7선언 4주년을 맞아 남북 간 상호주의 원칙에 입각, 이산가족 희망지역 정착 제의에 따라 이뤄졌다. 정부는 리인모가 법적으로 대한민국 국민이라는 점을 감안해 '장기방북' 형식을 취했고 그의 주민등록증을 회수하기도 했다. 김영삼은 퇴임 후 인터뷰에서 리인모를 조건없이 북조선에 보내게 된 것이 자신의 결단이었음을 밝혔다. 그는 1993년 3월 9일 각 언론사 편집·보도국장을 청와대 만찬에 초청한 자리에서 기사거리로 "선물을 주겠다"며 리인모 북송 방침을 밝혔다. 정부와 청와대 참모들과 한마디 협의 없이 민감한 사안을 불쑥 터뜨렸다. 북조선이 리인모 송환을 요구할 때마다 정부는 이산가족 면회소 설치 등의 조건을 내세워 거부해왔는데 취임 12일째인 김영삼이 느닷없이 "그냥 인도주의적 차원에서 보내줄 것"이라고 발표해버린 것이다.
북으로 송환 후 리인모는 한국전쟁 전 혼인했던 부인과 딸과 함께 생활했다. 북조선은 고위층이 사는 서장동에 단독주택을 마련해 주고 주치의가 딸리고 몸 건강을 회복하기 위한 프로젝트도 진행했다고 한다. 96년 5월 말부터 6월 초 사이 미국에서 신병치료를 받기도 했다. 2001년 8월 19일 `2001년 민족통일대축전' 남측 대표단에 포함돼 방북한 양아들 김상원과 8년 5개월 만에 만났다. 2002년 6월엔 금강산에서 열린 남북통일대회 행사 때 남측 딸을 비교적 건강한 모습으로 만났다고 알려졌다. 2003년 9월 24일 식물인간 상태라는 리인모를 만난 한완상은 1993년 북송 당시 시한부 판정을 받았는데 10년째 살고 있어서 놀랐다고 밝혔다. 한완상은 송환 당시 통일부총리였다.
리인모는 2007년 6월 16일 89세로 사망, 인민장으로 치러져 평양의 애국렬사릉에 안장되었다. 북조선은 방송을 통해 “전 조선인민군 종군기자이고 비전향 장기수인 리인모 동지가 남조선의 감옥에서 당한 고문의 후과(후유증)로 애석하게 서거했다”고 밝혔다.  부인 김순임이 2015년 1월 12일 사망하자 애국렬사릉에 안치하는 등 장례식을 대대적으로 치렀다.
리인모는 비전향장기수 첫 송환자로서 북조선에서 줄곧 극진한 대접을 받았다. '신념과 의지의 화신' '통일의 영웅' 등으로 일컬어졌다. `체제 및 정치선전'에 더할 수 없는 좋은 소재였던 것이다. 김일성은 송환 직후인 4월 15일 자신의 생일에 입원 중인 리인모를 찾아 격려하고 노동당 당원증을 수여했다. '김일성 훈장' '영웅칭호' '국기훈장 1급'도 수여됐다. 문필활동의 공로로 북조선 문필가·언론인들에게 주어지는 `3·1월간상'을 수상했고 또 통일부문 인사들이 영예로 생각하는 `조국통일상'도 받았다. 그를 주인공으로 한 단편소설 '93년 3월19일'(저자 한웅빈)이 95년 발간됐고, 다부작 영화 '민족과 운명'(제11~13부)이 만들어졌다. 가요와 기념 우편엽서, 우표도 나왔다. 2008년 평양 통일거리에는 동상이 건립되기도 했다. 량강도 김형직군에 있는 모교인 파발인민학교는 '리인모 인민학교'로 이름을 바꿔달았다.

## 논란
대한민국 내 일부 탈북자의 주장에 따르면, 리인모의 말년에 관해 논란이 있다. 2007년 89세로 사망할 때까지 최고의 예우를 받았으며 죽은 후에도 '신념과 의지의 전형인 불굴의 통일애국투사'라고 칭송받는 한편 보수 언론에서는 선전용 교화소 발언으로 조선민주주의인민공화국 당국에 밉보여 외롭게 죽었다고 주장한다. 송환 당시에 이미 폐렴을 앓아 휠체어 신세였던 리인모는 2003년 9월 이후부터 사망한 2007년 6월 16일까지의 행적을 언론에서 이름을 찾기가 힘들다. 그 이유가 투병과 노쇠함 때문인지 조선민주주의인민공화국 당국에 밉보였기 때문인지 불명확하다.
리인모가 조선민주주의인민공화국 당국에 밉보였다고 거론되는 게 교화소, 즉 수형시설에서의 발언 때문이다. 문제의 발언은 2008년 펴낸 리준하의 책 ‘교화소 이야기'에 처음 등장하며 열악한 환경의 교화소에서 "3년도 견디지 못할 것"이라고 나온다. 그러나 해당 서적의 사실 여부를 판단하기 매우 어려우며, 일방적인 주장이 보이기에 신뢰하기 어렵다.

## 같이 보기
- 비전향 장기수

## 참고자료
- 《연합뉴스》 (2007.6.17) 사망한 비전향장기수 리인모씨는 누구
- 《민중의소리》 (2002.10.18) "여중생 소식 듣고 모두 펑펑 울었어" 남북여성통일대회에서 만난 리인모 선생 딸 리현옥 씨
- 《KCTV》 (2015.5.1) 리인모 다큐멘터리 유튜브

## 연관 항목
- 김일성